# Tetrafenilmetano
Il tetrafenilmetano è un composto organico costituito da un nucleo di metano con quattro sostituenti fenilici. Fu sintetizzato per la prima volta da Moses Gomberg nel 1898.
La classica sintesi di Gomberg è illustrata nello Schema 1. Si inizia facendo reagire il bromuro di trifenilmetile 1 con fenilidrazina 2 per ottenere l'idrazina sostituita 3. Ossidando con acido nitroso si ottiene l'azocomposto 4, che riscaldato oltre il suo punto di fusione perde azoto e forma il tetrafenilmetano 5.

Schema 1. Sintesi del tetrafenilmetano

Gomberg riuscì a distinguere questo composto dal trifenilmetano ottenendo il composto 6 per nitrazione di 5 con acido nitrico (l'analisi elementare non era di utilità perché le percentuali di idrogeno erano troppo simili, 6,29% e 6,60%). Una base forte avrebbe strappato il protone metinico dal trifenilmetile nitrato eventualmente presente, formando un composto fortemente colorato. 
Gomberg ottenne ulteriore conferma della formazione del tetrafenilmetano riducendo i gruppi nitro a gruppi amminici con polvere di zinco in acido acetico; il colorante leuco 7 così ottenuto per esposizione ad acido cloridrico elimina anilina formando il noto composto pararosanilina 8.
Il successo ottenuto con la sintesi del tetrafenilmetano indusse Gomberg a tentare la sintesi dell'omologo superiore esafeniletano, e lo portò invece alla scoperta del radicale trifenilmetile.